# الطيور على الشجرة (رواية)
الطيور على الشجرة (بالإنجليزية: The Birds on the Trees)‏ هي رواية للكاتبة الإنجليزية نينا بودن، نشرت عام 1970، لأول مرة عن دار نشر فيراغو.